# Джонсон, Дакота
Дакота Майи Джонсон (англ. Dakota Mayi Johnson; род. 4 октября 1989, Остин, Техас, США) — американская актриса и модель. Наиболее известна по роли Анастейши Стил в серии фильмов «Пятьдесят оттенков серого» (2015—2018), за участие в которых она получила премию «People’s Choice Awards», номинацию на премию BAFTA, а также другие номинации на различные кинонаграды.
Свой дебют в кино совершила в фильме «Женщина без правил» (1999). Сыграла второстепенные роли в таких фильмах как, «Социальная сеть» (2010), «Страшно красив» (2011), «Мачо и ботан» (2012), «Немножко женаты» (2012) и «Need for Speed: Жажда скорости» (2014). После успеха «Пятидесяти оттенков», снялась в криминальной драме «Чёрная месса» (2015), драме «Большой всплеск» (2015), в романтической комедии «В активном поиске» (2016), в ремейке фильма ужасов «Суспирия» (2018), триллере «Ничего хорошего в отеле „Эль Рояль“» (2018) и блокбастере Sony «Мадам Паутина» (2024), за который получила антипремию «Золотая малина» как худшая актриса года.
Дакота — дочь известных актёров Мелани Гриффит и Дона Джонсона, а её бабушкой по матери является актриса Типпи Хедрен.

## Ранние годы
Родилась 4 октября 1989 года в больнице Бракенридж в Остине, штат Техас в актёрской семье Мелани Гриффит и Дона Джонсона. В момент её рождения отец снимал фильм «Игра с огнём» в Техасе. Её дедушка и бабушка по материнской линии — бывший ребёнок-актёр и актёр театра Питер Гриффит и актриса Типпи Хедрен, а она сама является также племянницей Трейси Гриффит и продюсера Клэя А. Гриффита. Её отчимом был Антонио Бандерас. Имеет четырёх братьев по отцу, включая актёра Джесси Джонсон, и двух сестёр по матери.
Росла в Аспене и в Вуди Крике, в штате Колорадо, где в подростковом возрасте летом подрабатывала в местном магазине. В раннем возрасте ей был поставлен диагноз «синдром дефицита внимания и гиперактивности» (СДВГ); из-за этого она семь раз меняла школы и по-прежнему принимает лекарства. Окончила Aspen Community School. Позже посещала the Santa Catalina School в Монтерее, проучившись там один год, прежде чем перейти в New Roads School в Санта-Монике.
В детстве активно занималась танцами. В возрасте 12 лет заинтересовалась модельным бизнесом, после того как участвовала в фотосессии с другими детьми знаменитостей для журнала Teen Vogue. Джонсон сказала, что в детстве хотела быть актрисой, проводя значительное время на съёмочных площадках вместе с родителями, однако они не поощряли её намерение вплоть до окончания средней школы.

## Карьера

### Начало карьеры
В 1999 году Джонсон дебютировала в фильме «Женщина без правил», где она и её сестра Стелла Бандерас исполнили роль дочерей вместе со своей реальной матерью Мелани Гриффит. Фильм был снят тогдашним отчимом Джонсон, Антонио Бандерасом. В 2006 году была выбрана Мисс «Золотой глобус» 2006, став таким образом первой Мисс «Золотой глобус второго поколения» за всю его историю.
В 2006 году Джонсон подписала контракт с агентством IMG Models. Хотя актёрская работа является её основной, она была моделью для бренда джинсов MANGO в 2009 году и участвовала в рекламной кампании Rising Star для австралийского модного лейбла Wish в 2011 году.
Окончив старшую школу она подписала контракт с William Morris Agency и начала актёрскую карьеру. Появилась в успешном фильме Дэвида Финчера «Социальная сеть». Также сыграла в фильме «Страшно красив», в фильме Эзры Сендс «Хлоя и Тео» и в фильме Со Янг Ким «Для Эллен». В 2012 году снялась вместе с Дэвидом Духовны в фильме Кристофера Нила «Козы»; фильме Николаса Столлера «Немножко женаты» под продюсерством Джадда Апатоу, а затем в фильме «Мачо и ботан». Также она исполнила главную роль в фильме Криса Нельсона «Мой друг — гей». Сценарий написал Алан Янг.
В 2012 году Дакота прошла кастинг на роль Кейт в комедийном сериале Fox «Бен и Кейт», дебютировав тем самым на телевидении. Шоу было отменено после первого сезона 25 января 2013 года. После этого Джонсон возобновила свою карьеру в кино, снявшись в фильме «Жажда скорости» (2014). Также она появилась в современной адаптации пьесы Уильяма Шекспира «Цимбелин». В 2013 году исполнила роль одной из наёмниц в финальном эпизоде комедийного телесериала «Офис».

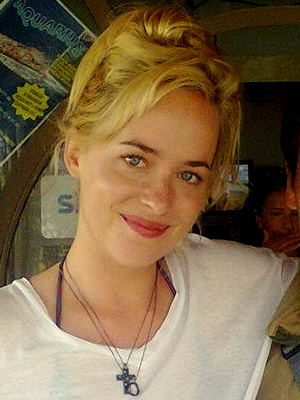
В 2014

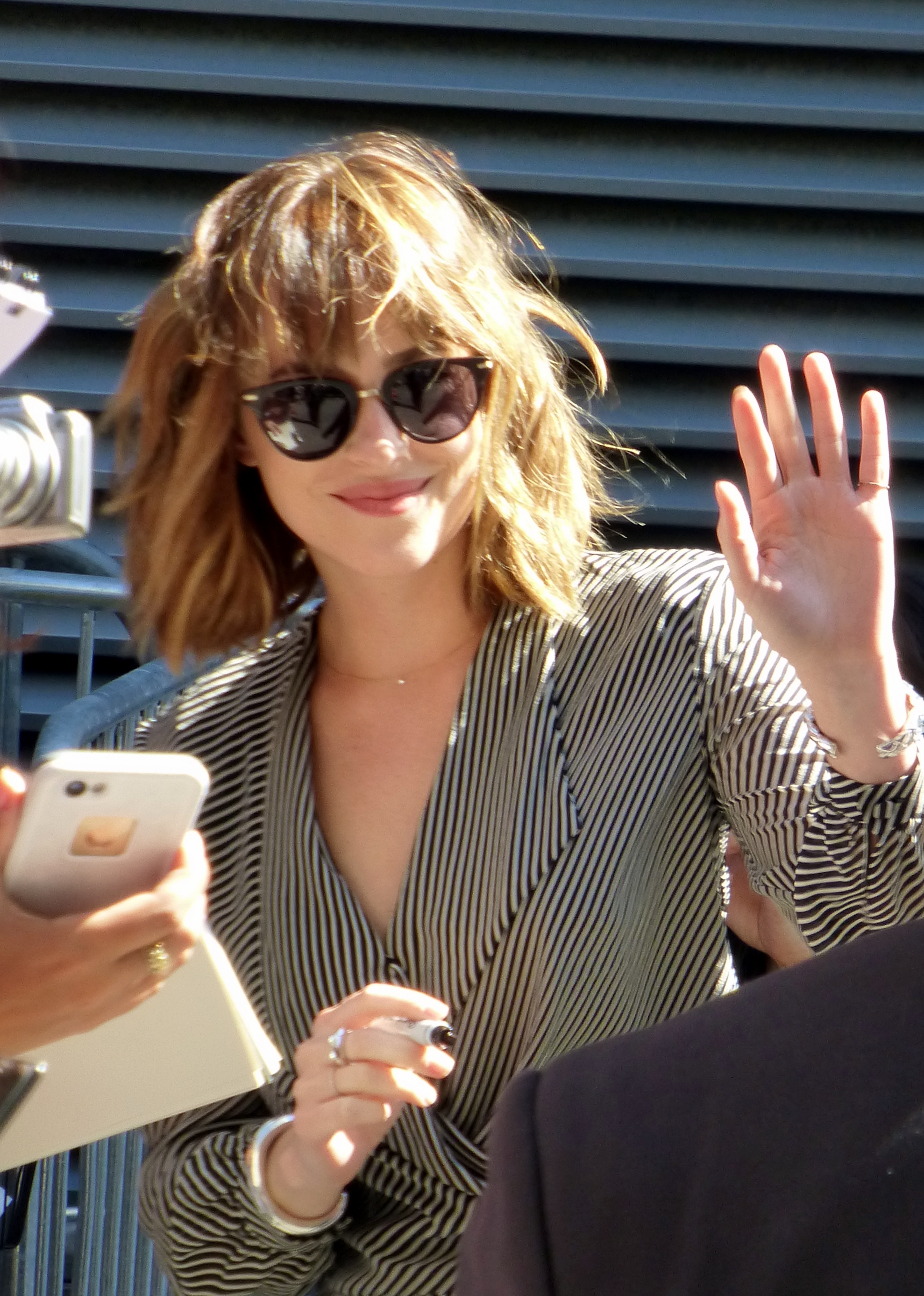
7 сентября 2015 года

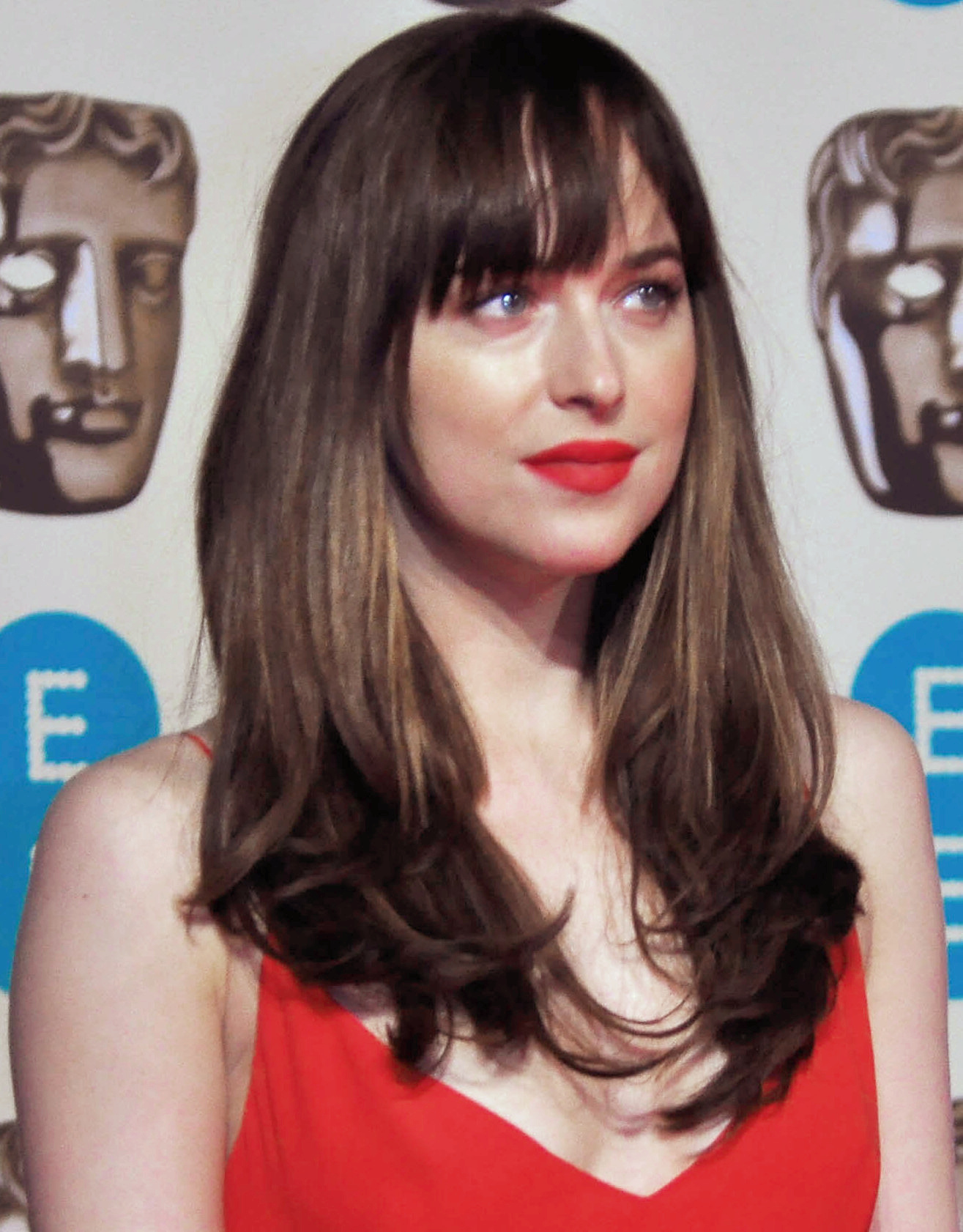
В 2016

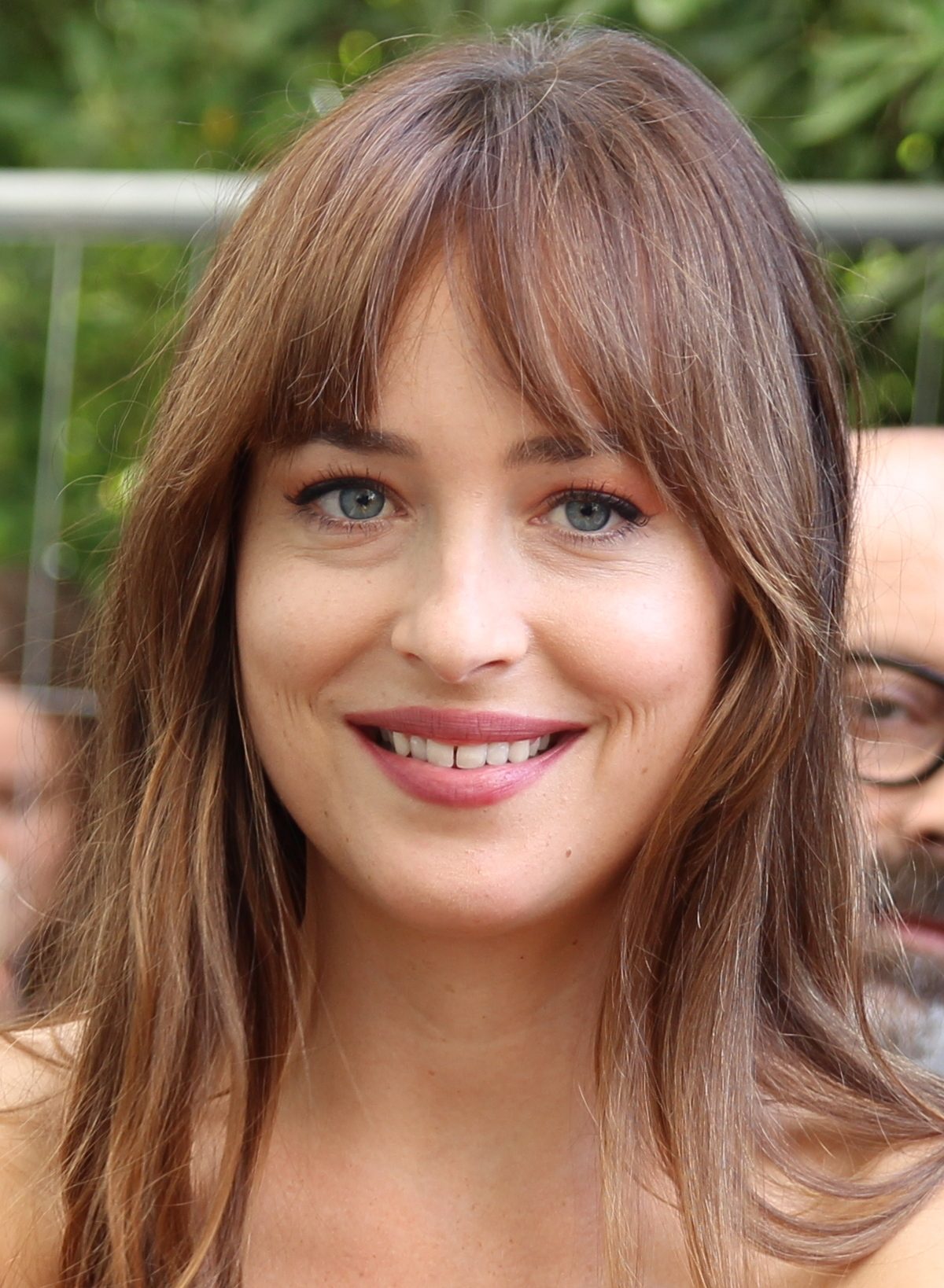
В 2018

### Успех
Джонсон добилась успеха, снявшись в роли Анастейши «Аны» Стил в романтической драме «Пятьдесят оттенков серого», вышедшей в прокат в феврале 2015 года. Джонсон получила эту роль опередив Люси Хейл, Фелисити Джонс, Элизабет Олсен, Даниэль Панабэйкер и Шейлин Вудли. Отвечая на вопросы о её позиции по отношению к гендерным правам к контексте её роли в серии фильмов «Пятьдесят оттенков», Джонсон сказала: «Я горжусь [фильмом]. Я совершенно не согласна с людьми, которые считают Ану слабой. Думаю, на самом деле она сильнее, чем он. Всё, что она делает, это её выбор. И если я могу поддержать женщин делать со своим телом то, что они хотят, а не стыдиться своих желаний, тогда я это сделаю».
28 февраля 2015 года Джонсон появилась в специальном выпуске программы Saturday Night Live’s, посвящённому 40-летию программы. Она стала второй дочерью бывшей звезды SNL (после Гвинет Пэлтроу и её матери в седьмом сезоне шоу в 1982 году), которая самостоятельно вела шоу. Также в 2015 она снялась вместе с коллегой по фильму «21 Jump Street» Джонни Деппом, исполнив мать персонажа его главного героя в детстве в «Чёрной мессе».
Тогда же она появилась в триллере Луки Гуаданьино «Большой всплеск», наряду с Тильдой Суинтон, Маттиасом Схунартсом и Рэйфом Файнсом. Исполнила главную роль в комедии 2016 года «В активном поиске», с Лесли Манн и её коллегой по «Мой друг — гей» Николасом Брауном.
Занималась балетом для съёмок ремейка Луки Гуданьино «Суспирия». Также в 2018 году снялась в триллере режиссёра-сценариста Дрю Годдарда «Ничего хорошего в отеле „Эль Рояль“», с Крисом Хемсвортом, Джоном Хэммом и Джеффом Бриджесом.
На 2019 год запланирован выход двух фильмов с участием Джонсон. В фильме «The Peanut Butter Falcon», она сыграет вместе с Брюсом Дерном и Шайа Лабафом. В неназванном пока ещё психологическом хорроре режиссёра Бабака Анвари по рассказу Нейтана Баллингруда The Visible Filth, она сыграет вместе с Арми Хаммером, игравшем вместе с Джонсон в «Социальной сети». Затем Джонсон, уже в качестве продюсера собственной компании Silhouette Productions, планирует снять два фильма: «Forever, Interrupted», в котором сыграет роль молодой вдовы, и «Unfit» — историю американки Керри Бак, подвергнутой в 1929 году принудительной стерилизации. В основу фильма положена книга Адама Коэна «Imbeciles».
5 февраля 2022 года Дакота подтвердила, что сыграет главную роль в фильме «Мадам Паутина», первой женской героине, которая получила сольный фильм в киновселенной Sony, куда входят «Веном» и «Морбиус». Режиссёром ленты выступила Эс Джей Кларксон, а над сценарием поработали Мэтт Сазама и Бёрк Шарплесс.

## Личная жизнь
С 2013 по 2014 год Дакота встречалась с актёром Джорданом Мастерсоном. С 2014 по 2016 год актриса состояла в отношениях с музыкантом и моделью Мэттью Хитом.
С 2017 года Дакота встречается с солистом группы Coldplay Крисом Мартином, который на 12 лет старше неё. Они жили вместе в Малибу, штат Калифорния и были помолвлены. В июне 2025 года стало известно, что пара рассталась после восьми лет отношений.
Джонсон является энтузиастом татуировок и была назначена послом бренда люксовой моды Gucci. В ноябре 2020 года было объявлено, что она стала инвестором и со-креативным директором Maude, бренда сексуального здоровья. В 2018 году она сотрудничала с 300 женщинами в Голливуде, чтобы создать инициативу Time's Up для защиты женщин от домогательств и дискриминации.
Джонсон — заядлый читатель. В марте 2024 года она запустила книжный клуб.

## Фильмография
| Год       |     | Русское название                    | Оригинальное название      | Роль                                   |
| --------- | --- | ----------------------------------- | -------------------------- | -------------------------------------- |
| 1999      | ф   | Женщина без правил                  | Crazy in Alabama           | Сондра                                 |
| 2010      | ф   | Социальная сеть                     | The Social Network         | Амелия Риттер                          |
| 2010      | кор | Всё, что блестит                    | All That Glitters          | Дианция Френч                          |
| 2011      | ф   | Страшно красив                      | Beastly                    | Слоан Хаген                            |
| 2012      | ф   | Ради Эллен                          | For Ellen                  | Синди Тейлор                           |
| 2012      | ф   | Козы                                | Goats                      | Минни                                  |
| 2012      | ф   | Мачо и ботан                        | 21 Jump Street             | Фьюгэзи                                |
| 2012      | ф   | Немножко женаты                     | The Five-Year Engagement   | Одри                                   |
| 2012      | кор | Транзит                             | Transit                    | Елизавета                              |
| 2012—2013 | с   | Бен и Кейт                          | Ben and Kate               | Кейт Фокс                              |
| 2013      | с   | Офис                                | The Office                 | Дакота                                 |
| 2014      | ф   | Мой друг — гей                      | Date and Switch            | Эм                                     |
| 2014      | ф   | Need for Speed: Жажда скорости      | Need for Speed             | Анита Коулман                          |
| 2014      | кор | Закрытый набор                      | Closed Set                 | главная героиня                        |
| 2015      | ф   | Пятьдесят оттенков серого           | Fifty Shades of Grey       | Анастейша Стил                         |
| 2015      | ф   | Цимбелин                            | Cymbeline                  | Имоджен                                |
| 2015      | ф   | Хлоя и Тео                          | Chloe and Theo             | Хлоя                                   |
| 2015      | ф   | Чёрная месса                        | Black Mass                 | Линдси Кир                             |
| 2015      | ф   | Большой всплеск                     | A bigger splash            | Пенелопа Ланье                         |
| 2015      | кор | В отношениях                        | In a Relationship          | Уилла                                  |
| 2015      | кор | Долина                              | Vale                       | Рэйчел                                 |
| 2016      | ф   | В активном поиске                   | How to Be Single           | Элис                                   |
| 2017      | ф   | На пятьдесят оттенков темнее        | Fifty Shades Darker        | Анастейша Стил                         |
| 2018      | ф   | Пятьдесят оттенков свободы          | Fifty Shades Freed         | Анастейша Грей                         |
| 2018      | ф   | Ничего хорошего в отеле «Эль Рояль» | Bad Times at the El Royale | Эмили Саммерспринг                     |
| 2018      | ф   | Суспирия                            | Suspiria                   | Сьюзи Бэннион                          |
| 2019      | ф   | Раны                                | Wounds                     | Кэрри                                  |
| 2019      | ф   | Арахисовый сокол                    | The Peanut Butter Falcon   | Элеонор                                |
| 2019      | ф   | Друзья навсегда                     | Our Friend                 | Николь Тиг                             |
| 2020      | ф   | Ассистент звезды                    | The High Note              | Мэгги Шервуд                           |
| 2021      | ф   | Незнакомая дочь                     | The Lost Daughter          | Нина                                   |
| 2022      | ф   | В ритме ча-ча-ча                    | Cha Cha Real Smooth        | Домино                                 |
| 2022      | ф   | Доводы рассудка                     | Persuasion                 | Энн Эллиот                             |
| 2023      | ф   | Папуля                              | Daddio                     | Гёрли                                  |
| 2024      | ф   | Мадам Паутина                       | Madame Web                 | Кассандра «Кэсси» Уэбб / Мадам Паутина |
| 2025      | ф   | Все её бывшие                       | Splitsville                | Джулия                                 |
| 2025      | ф   | Материалистка                       | Materialists               | Люси                                   |
| 2026      | ф   | Тайный дневник Верити               | Verity                     | Лоуэн Эшли                             |

## Награды и номинации
Полный список наград и номинаций на сайте IMDb.com.
| Награда                | Год  | Категория                                           | Работа                       | Результат |
| ---------------------- | ---- | --------------------------------------------------- | ---------------------------- | --------- |
| BAFTA                  | 2016 | Восходящая звезда                                   | н/д                          | Номинация |
| MTV Movie & TV Awards  | 2016 | Лучший прорыв года                                  | Пятьдесят оттенков серого    | Номинация |
| MTV Movie & TV Awards  | 2016 | Лучший поцелуй (совместно с Джейми Дорнаном)        | Пятьдесят оттенков серого    | Номинация |
| Золотая малина         | 2016 | Худшая женская роль                                 | Пятьдесят оттенков серого    | Победа    |
| Золотая малина         | 2016 | Худший актёрский дуэт (совместно с Джейми Дорнаном) | Пятьдесят оттенков серого    | Победа    |
| Золотая малина         | 2018 | Худшая женская роль                                 | На пятьдесят оттенков темнее | Номинация |
| Золотая малина         | 2018 | Худший актёрский дуэт (совместно с Джейми Дорнаном) | На пятьдесят оттенков темнее | Номинация |
| People’s Choice Awards | 2016 | Любимая драматическая актриса                       | Пятьдесят оттенков серого    | Победа    |

### На английском языке
- Jordan, Jeffrey J. (2024). Dakota Johnson: The Biography and Story of one of Hollywood’s actresses who faced a significant amount of criticism in the «fifty shades» series and how she addressed it. Independently published, 84 pages. ISBN 979-8-8786-7297-9
- Shapiro, Marc (2015). The Real Steele: The Unauthorized Biography of Dakota Johnson. Riverdale Avenue Books, 168 pages. ISBN 978-1-6260-1155-7